# Neuropeltis laxiflora
Neuropeltis laxiflora är en vindeväxtart som beskrevs av J. Lejoly och S. Lisowski. Neuropeltis laxiflora ingår i släktet Neuropeltis och familjen vindeväxter. Inga underarter finns listade i Catalogue of Life.